# 原明日美
原 明日美（はら あすみ、9月22日 - ）は、日本の漫画家。神奈川県出身。

## 概要
1999年、『なかよしはるやすみランド』（講談社）に掲載された「199ラブ」でデビュー。2002年に『なかよし』（同）にて発表された『学園天国』が初の連載となり、以後同誌で活動している。現実の少女達が直面する問題を、ストレートに描いた作品を発表しつづけている。代表作は『トモダチ』。

同じ傾向の作品を発表する少女漫画家としては、他に『デザート』（同）のももち麗子や『ちゃお』（小学館）の五十嵐かおるもいるが、主な対象となる読者・作品の主人公の年齢層・雑誌の編集方針の違いなどもあり、扱っている題材や物語の展開はそれぞれ異なっている。

また、近年では執筆の場を広げ、同誌の菊田みちよらと同様､幼年誌ぷっちぐみのバービー人形コミカライズ､ムック本イラスト等も手がけている｡

チャリティ活動、東日本大震災の被災者を支援する為に他の漫画家と共同で東日本大震災チャリティ同人誌「pray for Japan」に寄稿や。
平成30年7月豪雨での被災地の支援活動「西日本豪雨復興応援アート展」にも寄稿している。

影響を受けた漫画として、『ドラえもん』（藤子・F・不二雄）と『I LOVE HER』（いくえみ綾）を挙げている。

## 作品

### 漫画
全て講談社から発売。レーベルについて特記のないものはKCなかよしである。
- トモダチ（全3巻）
- スクール×ファイト（全4巻）
- 最強生徒会ツバキヨ（全2巻）
- 中川翔子物語〜空色デイズ〜

### 短編集
- 学園天国（全1巻）
- happy birthday
- 未来は僕等の手の中（全1巻）

### その他
- イチゴな僕ら（オムニバスコミック『恋は、イノセント。』に収録。KCデラックスから発売）
- 最後のナミダ（オムニバスコミック『勇気　本当にあったツライいじめ』に収録。KCなかよしから発売）
- まもりたいもの（オムニバスコミック『勇気　本当にあったツライいじめ』に収録。KCなかよしから発売）
- いじめの値段（オムニバスコミック『希望　本当にあったツライいじめ』に収録。KCなかよしから発売）

### イラスト
- ミラクルかわいい なぞなぞ1・2年生 （2013年、嵩瀬ひろし、加藤千鶴著、ナツメ社） ISBN 4816354840
- 結城モイラの願いがかなうおまじない （2013年、結城モイラ著、小学館） ISBN 4092205821
- 女の子、はじめます。ココロとカラダの成長ログ （2014年、北村邦夫著、小学館）　ISBN 4092303599
- 結城モイラのドキドキ心理テスト （2014年、結城モイラ著、小学館） ISBN 409220583X